# 尼古拉 (阿拉斯加州)
尼古拉（英語：Nikolai），是美国阿拉斯加州的一座城市。该市的人口在2000年为100人，2010年有94人。人口在阿拉斯加州排行第131。